# Чёрная (приток Вихры)
Чёрная (бел. Чо́рная) — река в Могилёвской области Белоруссии, правый приток Вихры. Длина 21 километр. Площадь водосбора 99 км².
Начинается возле деревни Чернилово Мстиславского района. Далее течёт в общем направлении на северо-восток мимо деревень Старое Село, Деснокита, Баньковщина и впадает в Вихру в полутора к юго-востоку от последней.
В Чёрную впадают ручьи Свердёл, Горянка и несколько безымянных. Горянка и ручьи, впадающие в неё, канализованы. Но сама Горянка длиннее, чем Чёрная до впадения в Горянку.
На карте Шуберта конца XIX века Чёрная называется Шаталовка и отсчитывается от истока современной Горянки.
На планах генерального межевания конца XVIII века ручей Свердёл называется Ржавец, а Горянка называется Деснокитка. Западнее Деснокитки (Горянки) обозначена несуществующая сейчас деревня Горяны, по имени которой речка получила позднейшее название. 